# のーでぃ
のーでぃ（1990年1月29日 - ）は、日本のモデル、タレント。
東京都出身。BLOSSOM ENTERTAINMENT所属。

## 人物概要
- 成城大学を卒業。
- 身長168cm、血液型O型。
- 特技は飛び箱・中国語・料理。
- 日本生まれ日本育ちだが、両親が台湾人。

## 出演

### テレビ

#### バラエティ
- キャンパスナイトフジ（2009年8月1日 - 2010年3月19日、フジテレビ）キャンパスナイターズ第2期生
- 全力坂（2011年7月13日、8月9日、テレビ朝日）
- ジェッツだゼ（2012年6月 - 、JCN千葉エリア）

#### ドラマ
- さわやか3組（NHK、1999年度） - ウェイウェイ 役[1]
- まっすぐな男第3話（2010年1月26日、フジテレビ） - 中華料理店のウェイトレス役
- 勇者ヨシヒコと魔王の城（2011年9月16日、テレビ東京）- ダンジョーと同伴出勤するはずだったキャバ嬢役

### ラジオ番組
- DJ Tomoaki's Radio Show!（下北FM、2010年3月18日）キャンパスナイターズとして他4人と共演
- 夜トレ！（ラジオNIKKEI第1放送、2015年6月5日 - ）レギュラー

### ラジオドラマ
- FMシアター「ポプラの秋」(湯本香樹実原作〔新潮文庫〕、2000年1月15日放送) - 少女時代の千秋 役[2]

### ネット配信
- Phantom（2009年）[3]
- マジすか学園5（2015年、第4話～、Hulu） - レン 役

### DVD
- 『リアルオーディションGirls【女優編】』 アリックスジャパン

### CF
- 花王「エッセンシャル」アジアバージョン(2011年)

### 舞台
- 足長おじさん〜ジュディ物語
- 劇団空感エンジン「オサエロ」（2012年6月13日-18日、Air studio）C班

## 写真集
- キャンパスナイトフジ しこたま卒業アルバム（2010年3月19日、講談社） ISBN 978-4-06-379441-0

## CD
- エロくないのにエロく聴こえる歌 〜しこたまがんばれ!〜（2010年3月17日、ポニーキャニオン） - キャンパスナイターズ